# Вила „Лепа“
Вила „Лепа“ (на македонска литературна норма: Вила „Лепа“) е историческа сграда в град Охрид, Република Македония. Разположена е на хълма Плаошник и е една от най-красивите сгради в старата част на града.

## История
Вилата е построена за известния охридски адвокат Демостен Манев. Обектът е проектиран в съответствие с градоустройствения план, а плодните и декоративните насаждения ги засажда самият Демостен, който прави разсадник. Вилата е разположена на площ от 13 000 m2. След 1947 година вилата е иззета от държавата и Демостен Манев живее в сутерена. Първото решение за отчуждение на вилата е от същата 1947 година с намерението на това място да се построи амфитеатър, което не се случва никога. В 1954 година е второто решение за отчуждение на имота, от когато Демостен Манев води спорове за връщане на имота. В крайна сметка Демостен Манев и семейството му са изгонени от вилата, а адвокатът приспособява за живеене кокошкарник, който се намира близо до канцеларията му и където умира в 1969 година.
След като семейството на Демостен Манев е изгонено от вилата, тя е резиденция на комунистическия функционер Лазар Колишевски до 1965 година. След това вилата се заема от Охридската служба за урбанизация, която остава там 3 години. По-късно във вилата се разполага резиденцията на митрополита на Дебърско-Кичевската епархия (Охридската). В нея живеят трима митрополити - Методий, Ангеларий и Тимотей. Вилата е реновирана напълно в 80-те години на XX век.
След реституцията в Република Македония в 2001 година съдът отсъжда вилата да се върне на наследниците на Демостен Манев, но съдебните борби продължават с години.